# Tved Sogn (Svendborg Kommune)
Tved Sogn ist eine Kirchspielsgemeinde (dän.: Sogn)
auf der Insel Fyn (dt.: Fünen) im südlichen Dänemark.
Bis 1970 gehörte sie zur Harde Sunds Herred im damaligen Svendborg Amt, danach zur Svendborg Kommune im
Fyns Amt, die im Zuge der  Kommunalreform zum 1. Januar 2007 in der
„neuen“
Svendborg Kommune in der Region Syddanmark aufgegangen ist.
Von den 27.594 Einwohnern von Svendborg leben 2813 Einwohner im Kirchspiel Tved (Stand: 1. Januar 2023).
Im Kirchspiel liegt die Kirche „Tved Kirke“.
Das Gebiet des Tved Sogn wird durch die Kirchspiele Vor Frue Sogn und Fredens Sogn in zwei Teile getrennt. Nachbargemeinden des nördlichen Teils sind im Norden Gudbjerg Sogn und Brudager Sogn, im Osten Skårup Sogn, im Süden Fredens Sogn und Vor Frue Sogn, im Westen Sørup Sogn und im Nordwesten Kirkeby Sogn. An den an der Küste gelegenen südlichen Teil grenzen im Nordwesten Fredens Sogn und im Osten Skårup Sogn.